# Girl friends – Freundschaft mit Herz/Staffel 2
Die zweite Staffel der deutschen Fernsehserie girl friends – Freundschaft mit Herz feierte ihre Premiere am 19. März 1996 auf dem Sender ZDF und schloss unmittelbar an die erste Staffel der Serie an. Das Finale wurde am 11. Juni 1996 gesendet.

## Darsteller
| Rollenname                       | Schauspieler        |
| -------------------------------- | ------------------- |
| Ronaldo Alexander Walter Schäfer | Walter Sittler      |
| Marie Luise Schäfer geb. Malek   | Mariele Millowitsch |
| Ilka Frowein                     | Tamara Rohloff      |
| Nicole Buck, geb. Bast           | Nele Mueller-Stöfen |
| Elfriede 'Elfie' Gerdes          | Manon Straché       |
| Vera Klingenberg                 | Nina Sonja Peterson |
| Gudrun Stade Hansson             | Andrea Bürgin       |
| Bill Hansson                     | Gösta Bredefeldt    |
| Hieronymus Schmolke 'Schmolli'   | Harald Maack        |
| Erich Harsefeld                  | Wilfried Dziallas   |
| Elisabeth Harsefeld              | Dagmar Laurens      |
| Daniela Holm                     | Bettina Kupfer      |
| Dieter Saalbach                  | Dietmar Mues        |
| Dr. Siegfried Martin Begemann    | Arnfried Lerche     |
| Doris Barth                      | Eva Maria Kerkhoff  |

### Staffel 2
Die Erstausstrahlung der zweiten Staffel erfolgte unmittelbar nach der ersten Staffel zwischen 19. März und 11. Juni 1996.
| Nr. (ges.) | Nr. (St.) | Originaltitel         | Erstausstrahlung D | Regie             | Drehbuch                 |
| --- | --------- | --------------------- | ------------------ | ----------------- | ------------------------ |
| 14 | 1         | Fuchsteufelswild      | 19. März 1996      | Christine Kabisch | Christian Pfannenschmidt |
| Zur Entlastung von Vera und Elfie stellt Ilka in ihrer neuen Rolle als stellvertretende Direktorin die schlagfertige Renée Broschek (Anette Hellwig) als Datentypistin ein. Der Frieden im Schreibpool ist jedoch nur von kurzer Dauer. Bei ihren Kollegen macht sich der Neuzugang sofort unbeliebt. Zwischen Ilka und Nicole kommt es derweil zum Eklat: Während Nicole auf Genehmigung des Urlaubs für ihre bereits gebuchte Hochzeitsreise drängt, untersagt Ilka ihrer neuen Assistentin die unangekündigten Ferien. Die von Eheproblemen und einem anonymen Anrufer geplagte Nicole sieht sich gezwungen, ihren Ehemann Thorsten ohne sie in die Flitterwochen zu schicken. Nach einem gemeinsamen Essen mit dem depressiven Saalbach kehrt sie scheinbar allein in ihre Wohnung zurück. Wenig später finden Marie und Ronaldo sie dort tot auf. |           |                       |                    |                   |                          |
| 15 | 2         | Unter Verdacht        | 26. März 1996      | Christine Kabisch | Christian Pfannenschmidt |
| Nahezu die gesamte Belegschaft des Hansson Hotels findet sich zu Nicoles Beisetzung ein. Einzig Ronaldo lässt sich entschuldigen – Ursulas Tod belastet ihn weiterhin sehr. Zwischen ihm und Marie kommt es deswegen zum Streit. Im Hotel versucht unterdessen die Kriminalpolizei den Mordfall aufzuklären. Frau Stade beichtet Daniela, Saalbach und Nicole in der Mordnacht beim gemeinsamen Abendessen gesehen zu haben. Daniela greift daraufhin fassungslos zur Flasche. Während Saalbach sich wenig später den Verdächtigungen der Kripo stellen muss, kommen Marie und die von Vorwürfen zerfressene Ilka schließlich dem tatsächlichen Mörder auf die Schliche: Es handelt sich um denselben Mann, der schon Ilka nach Verlust ihrer Handtasche bedrängte. |           |                       |                    |                   |                          |
| 16 | 3         | Star-Allüren          | 2. Apr. 1996       | Christine Kabisch | Christian Pfannenschmidt |
| Der international gefeierte Schauspieler Michael Crossing steigt im Hansson Hotel ab und hält die Belegschaft des Hotels mit seinen Sonderwünschen auf Trab. Ilka hat indessen die Arbeit an dem von Marie initiierten Country-Hotel-Projekt aufgenommen. Dass diese sie in die Planungen nicht involviert, verärgert Marie jedoch sehr und führt zwischen Ronaldo und ihr erneut zu Streit. Zudem soll Marie auf Wunsch ihrer Mutter für die kranke Enkelin ihrer guten Freundin Hannelore Hollwinkel (Corinna Genest) aus Hitzacker ein Autogramm des im Hotel wohnenden Superstars besorgen. Als sie trotz ausdrücklichen Verbotes in seinem Hotelzimmer auftaucht und Crossing daraufhin umgehend abreist, löst sie nicht nur im Hotel, sondern auch in den Medien einen Skandal aus. - Das Hamburger Ermittler-Duo Uli Fichte (Dieter Landuris) und Dr. Frieder Tamm (Stefan Reck) aus der damals aktuellen ProSieben-Serie Alles außer Mord hat in einer Szene vor dem Krankenhaus einen kurzen Cameo-Auftritt. |           |                       |                    |                   |                          |
| 17 | 4         | Wutentbrannt          | 9. Apr. 1996       | Christine Kabisch | Christian Pfannenschmidt |
| Die anhaltenden Meinungsverschiedenheiten zwischen Marie und Ilka sorgen auch privat für dicke Luft: Zwischen ihr und Ronaldo kommt es erneut zu Spannungen. Eine Grippe lässt Marie nach Hitzacker flüchten, wo sie überraschend Besuch von Ben erhält. Als überdies Ronaldo auftaucht, verkennt dieser die Situation und verschwindet wutentbrannt. Die Aussprache zwischen ihm und Ben führt schließlich zu einem ungewöhnlichen Versöhnungsangebot. Der Bauantrag für das Country-Hotel wird derweil von den örtlichen Behörden blockiert. Auch Ilkas Bestechungsversuch weist der zuständige Beamte Hein Meier (Rolf Nagel) empört zurück. Im Schreibpool findet Neuzugang Stefan Ahlbaum (Benjamin Sadler), Sprössling eines wohlhabenden Kunststoffherstellers, indessen immer mehr Gefallen an Renée. |           |                       |                    |                   |                          |
| 18 | 5         | Schockiert            | 16. Apr. 1996      | Christine Kabisch | Christian Pfannenschmidt |
| Die Schwierigkeiten beim Bau des Country-Hotels sorgen bei Konzernchef Bill Hansson für Zweifel: Verärgert über die immensen Kosten des Projekts, stellt er Ronaldos Stellung und Ilkas Beförderung in Frage. Ilka sieht sich von der Verantwortung zunehmend in die Ecke gedrängt. Ohne ihr Wissen hilft Marie ihrer Freundin bei den Verhandlungen mit Hein Meier, der ein guter Freund der Familie ist. Trotz Vorbehalten zieht Marie derweil bei Ronaldo ein. Als Tochter Heike unerwartet aus Neuseeland zurückkehrt, kommt es zum Eklat: Sie unterstellt Marie Kalkül und zwingt ihren Vater, sich zwischen ihnen beiden zu entscheiden. Als Ronaldo aber zu Marie hält, verschwindet Heike ohne ein Wort. Im Hotel wird inzwischen immer deutlicher, dass Daniela ein Alkoholproblem hat. |           |                       |                    |                   |                          |
| 19 | 6         | Dunkle Vergangenheit  | 23. Apr. 1996      | Christine Kabisch | Christian Pfannenschmidt |
| Ilkas Vater Alexander (Heinz Trixner) und seine Frau Tatjana (Isolde Barth) steigen zufällig im Hansson ab. Als er erfährt, dass seine Tochter dort arbeitet, sucht er die Aussprache, doch Ilka kann nicht vergessen, dass er die Familie vor 30 Jahren im Stich ließ und nach Amerika auswanderte. Als sie schließlich von seiner Krebserkrankung erfährt, übermannen Ilka Zweifel an ihrer Haltung ihm gegenüber. Die Feindseligkeiten zwischen Elfie und Renée haben im Schreibpool inzwischen zu offenem Krieg geführt. Als Elfie nach Renées Kritik bei Ilka schließlich auf die Effizienz ihrer Abteilung angesprochen wird, fühlt diese sich gekränkt. Bei einem vergnügsamen Abend durch St. Pauli entdecken Marie, Vera, Renée, Albert und Ben zufällig, wie Elfie in einem Nachtclub als Sängerin auftritt. |           |                       |                    |                   |                          |
| 20 | 7         | Attacke               | 30. Apr. 1996      | Karin Hercher     | Christian Pfannenschmidt |
| Ilka beschließt, mit ihrem todkranken Vater eine letzte Reise durch Europa unternehmen. Hansson, der sich von der Auslastung seines Hotels nicht zufrieden zeigt, benennt seinen jungen und ehrgeizigen Nachwuchsmanager Holger von Winkler (Martin Armknecht) als seine vorübergehende Vertretung. Als der inzwischen skeptische Konzernchef überdies das Country-Hotel in Hitzacker begutachten will, nimmt Ronaldo Marie in die Pflicht. Diese kann Hanssons Bedenken gegenüber ihrem Projektentwurf jedoch souverän zerstreuen. Am nächsten Tag überkommt Marie plötzlich eine böse Vorahnung: Nur wenig später findet sie ihren Vater im Straßengraben – er hatte einen Herzinfarkt. Frau Stade fühlt sich von den Annäherungsversuchen von Personalchef Begemann bedrängt. Nach einem gemeinsamen Abend in einem Tanzclub eskaliert die Situation: Sie bittet Ronaldo um Hilfe. |           |                       |                    |                   |                          |
| 21 | 8         | Belastungsprobe       | 7. Mai 1996        | Karin Hercher     | Christian Pfannenschmidt |
| Marie bangt um Vater Erich: Er liegt nach seinem Infarkt auf der Intensivstation. Nachdem er einen zweiten Herzinfarkt erleidet, lässt sie in Hamburg alles stehen und liegen, um ihre Mutter in Hitzacker zu unterstützen. Als sie Ronaldos Bitte zurückzukehren ablehnt, kommt es zu einem heftigen Streit. Er beordert daraufhin kurzerhand Frau Stade zurück ins Direktionssekretariat. Im Schreibpool treibt Reneé indessen weiterhin böses Spiel mit Elfie: Sie manipuliert sowohl Elfies Computer als auch ihre Karteikarten und löscht damit die Arbeit von Wochen. Erst IT-Experte Albert kann seiner verzweifelten Freundin helfen. Stefan gibt Reneés Avancen derweil endlich nach: Die beiden nutzen die Mittagspause für ein Schäferstündchen im Hotel, bleiben dabei jedoch nicht unentdeckt. |           |                       |                    |                   |                          |
| 22 | 9         | Kind und Karriere     | 14. Mai 1996       | Karin Hercher     | Christian Pfannenschmidt |
| Zwischen Marie und Ronaldo herrscht weiterhin dicke Luft: Sie schlafen inzwischen in getrennten Betten. Ronaldo möchte sich bald wieder versöhnen, doch Marie bleibt eisern. Zudem erfährt sie, dass sie schwanger ist, traut sich aber nicht, es ihm anzuvertrauen. Erst nach einem Gespräch mit Elfie wagt sie, Ronaldo von ihrer Schwangerschaft zu erzählen. Der junge Henry Horn (Fabian Busch) aus Hitzacker begeht durch Maries Vermittlung seine erste Arbeitswoche als Lehrling in der Küche des Hansson-Hotels. Chefkoch Rumpelmayer (Jürgen Janza) bereitet dem Neuzugang jedoch einen frostigen Empfang und behandelt ihn übertrieben hart. Als es zu einem folgenschweren Unfall kommt, muss Ronaldo eingreifen. Saalbach taucht überraschend im Hotel auf. Nach einem Gespräch mit Ronaldo findet er Daniela volltrunken auf dem Boden des Personalbüros vor. |           |                       |                    |                   |                          |
| 23 | 10        | Frauensache           | 28. Mai 1996       | Christine Kabisch | Christian Pfannenschmidt |
| Herr von Winkler nutzt Ronaldos Geschäftsreise nach Stockholm, um im Hansson-Hotel eigene Ideen durchzusetzen: Mit einer großangelegten Werbeaktion will er die Auslastung aller Zimmer erhöhen, wobei die Gäste den Übernachtungspreis selbst bestimmen dürfen. Der eigenwillige Plan geht jedoch nach hinten los: Die kostenintensive Aktion lockt daraufhin eine illustre Klientel ins Hotel. Bei der schwangeren Marie setzen plötzlich starke Unterleibsschmerzen ein: Sie verliert ihr Kind in der elften Woche. Ausgerechnet Frau Stade steht ihr in dieser schweren Situation bei und kümmert sich einfühlsam um die am Boden zerstörte Marie. Stefan deckt indessen auf, dass Reneé nur vorgibt, aus reichem Hause zu sein. Er selbst gesteht ihr, nur aufgrund seiner heroinabhängigen Schwester Stefanie (Johanna Klante) in Hamburg zu sein. |           |                       |                    |                   |                          |
| 24 | 11        | Freundschaftsbeweis   | 4. Juni 1996       | Christine Kabisch | Christian Pfannenschmidt |
| Ilka kehrt nach ihrer Europareise mit ihrem todkranken Vater Alexander ins Hansson zurück. Das Verhältnis zwischen ihr und Marie bleibt weiterhin angespannt. Marie findet indessen in Frau Stade eine enge Vertraute: So berichtet Frau Stade ihr von ihrer unglücklichen Liebe zu Konzernchef Bill Hansson. Alexanders Zustand verschlechtert sich derweil abrupt und er verstirbt nur wenig später in Ilkas Beisein. Ilka, die von ihm ein Strandhaus auf Long Island erbt, überführt seine Leiche in die USA – doch Marie möchte sie trotz ihrer Streitigkeiten nicht allein lassen und reist kurzerhand hinterher. Elfie, der die intriganten Machtspiele von Reneé zusetzen, kann ihr Glück nicht fassen, als sie durch Bens Kontakte einen Plattenvertrag angeboten bekommt. Auch Vera schwebt auf Wolke sieben: Albert und sie wollen heiraten. |           |                       |                    |                   |                          |
| 25 | 12        | Der Mann aus Montauk  | 11. Juni 1996      | Christine Kabisch | Christian Pfannenschmidt |
| Trotz Maries Beistand stürzt der Tod ihres Vaters Ilka in eine tiefe Depression. Unerwartet lernt sie auf Long Island den deutschen Journalisten Zoltan Landauer (Matthias Zahlbaum) kennen und lieben. Doch die gemeinsame Zeit währt nur kurz: Zoltan muss als Kriegsberichterstatter zurück an die algerische Front. Reneés Verhalten gegenüber Elfie sorgt im Schreibpool für dicke Luft: Auch Vera und Stefan wollen ihr Verhalten nicht länger hinnehmen. Elfie sieht indessen in ihrem Plattenvertrag die Rettung und beschließt voreilig zu kündigen. Renée, die inzwischen mit Ilkas Lebensgefährten Frank anbandelt, glaubt sich am Ziel, doch Elfie muss entsetzt feststellen, dass der Plattenproduzent sie übers Ohr gehauen hat. Schmolli und Barkeeper Renzo (Franz Michael Mühlenbrock) setzen diesen daraufhin unter Druck. |           |                       |                    |                   |                          |
| 26 | 13        | Fünf Sterne für Marie | 11. Juni 1996      | Christine Kabisch | Christian Pfannenschmidt |
| Marie und Ronaldo sind aus den USA zurück. Renee Broschek wird zu Ronaldo bestellt. Statt einer Beförderung erhält sie jedoch eine Abmahnung wegen ihres schlechten Verhaltens. Daniela Holm macht auf Bitte von Ronaldo eine Entziehungskur, um vom Alkohol loszukommen. Ilka trennt sich von ihrem Freund Frank, der sich seinerseits schon mit Renee vergnügt. Die frische Beziehung zwischen Ilka und Zoltan ist jedoch durch seine spontanen Arbeitseinsätze belastet. Elfie hat für Vera und Albert einen Polterabend arrangiert. Albert verlässt die Feier mit dem Hinweis, Zigaretten kaufen zu wollen. Danach ist er verschwunden. Von Ronaldo wird Elfie für Gesangsauftritte im Hotel engagiert. Da Marie und Ronaldo nach Hitzacker gehen, um im Country-Hotel zu arbeiten, kündigt Ronaldo seinen Abschied im Hotel an. |           |                       |                    |                   |                          |